# Дубовик, Владимир Михайлович
Дубовик Владимир Михайлович (род. 27 февраля 1938 года, Иркутск) — советский и российский инженер-физик, доктор физико-математических наук, специалист в области низкоэнергетической ядерной физики, эксперт Российской академии наук (РАН).

## Биография
Окончил Московский инженерно-физический институт (1962) и аспирантуру Московского государственного университета им. М. В. Ломоносова (1965, научный руководитель — А. М. Балдин).
Ведущий научный сотрудник Лаборатории теоретической физики Объединённого института ядерных исследований (ЛТФ ОИЯИ, Дубна) (с 1965).
Инициатор создания сектора биологических исследований в ОИЯИ (1977), что впоследствии привело к созданию Лаборатории радиационной биологии в ОИЯИ (ЛРБ ОИЯИ) (2005).
В 90-е годы В. М. Дубовик вместе с В. С. Бутцевым, который близко знал премьера России E.Т.Гайдара, добились от министра обороны П. С. Грачева передачи всего комплекса Волжского высшего военного строительного командного училища (ВВСКУ, Дубна) для создания университета «Дубна».

## Научная деятельность
Кандидатская диссертация «Об электромагнитных взаимодействиях частиц с высшими спинами» (1967).
Докторская диссертация «Мультипольный анализ и кварковые механизмы несохранения четности в нуклон-нуклонных и ядерных реакциях». Защитил в Объединённом институте ядерных исследований (ОИЯИ), Дубна (1986).
В начале 1980-х гг. выполнил исследования T- и P-симметрий, расчеты не сохраняющих четность констант сильного взаимодействия, которые заложили основу понимания механизмов электрон и мюон-ядерных взаимодействий на малых расстояниях и внесли вклад в освоение новых атомно-ядерных технологий.
В конце 1980-х годов совместно с учёными Ленинграда, Харькова, Минска, Саратова и Дубны работал над детальным исследованием природы геометрических фаз в квантовой механике и оптике, в результате чего был создан уникальный модуляционно-интерференционный (лазерный) микроскоп (МИМ) в ООО «Лаборатория Амфора» (генеральный директор П. А. Осипов и заместитель директора по науке К. В. Индукаев). Тем самым была открыта область использования лазеров — нерелеевская оптика.
Работы в области теории классического и квантового электромагнетизма широко цитируются в монографиях, учебниках и включены в Физическую энциклопедию (Гл. ред.: А. М. Прохоров, М., 1988. Т.1; М., 1992. Т.3).
Теоретические работы Дубовика В. М. используются в прикладных исследованиях, например, концепция полярных тороидных моментов, предложенная в соавторстве с А. А. Чешковым (1967—1974 годы), а затем — совместно с Л. А. Тосунян и В. В. Тугушевым — аксиальных тороидных моментов (1983—1985 годы).
Дубовик В. М. разработал принципы устройства магнито-тороидной памяти совместно с коллегами и учениками . Это изобретение получило международный патент.
40-летию тороидного диполя была посвящена Научная сессия Отделения физических наук Российской академии наук, которая проходила в Физическом институте им. П. Н. Лебедева РАН 20 января 2009 г.

## Патенты
- Пат. 2114466 Российская Федерация, МПК G11B5/00 G11B5/852. Способ тороидной записи и воспроизведения информации/ В. М. Дубовик, М. А. Марценюк, Н. М. Марценюк, В. А. Сенченко; патентообладатели: В. М. Дубовик, М. А. Марценюк, Н. М. Марценюк, В. А. Сенченко ; № 93026124/28; заявл. 06.05.1993; опуб. 27.06.1998. https://patenton.ru/patent/RU2114466C1
- Пат. 2154863 Российская Федерация, МПК G11C11/06. Способ тороидной записи и считывания информации, ячейка памяти и устройство памяти для осуществления способа / В. М. Дубовик, Ю. В. Кисляков, М. А. Марценюк, П. А. Осипов, В. А. Сенченко; патентообладатели: В. М. Дубовик, Ю. В. Кисляков, М. А. Марценюк, П. А. Осипов, В. А. Сенченко; № 99109700/09; заявл. 09.03.1999; опуб. 20.08.2000.https://patenton.ru/patent/RU2154863C1

Также опубликовано как: Pat. 6266289 United States, IPC G11C 7/04 G11C 11/02 G11C 11/06. Method of toroid write and read, memory cell and memory device for realizing the same /
V.M.Dubovik, Yu.V.Kislyakov, M.A.Martsenyuk, P.A.Ossipov, V.A.Senchenko
App. № 09341535, Priority Date 09.03.1999; Pub. 24.07.2001
https://patentscope.wipo.int/search/en/detail.jsf?docId=US39430852

## Публикации
- Дубовик В. М. О приложении масштабной инвариантности в физике элементарных частиц // Успехи физических наук. — 1973. — Т.109.-№ 4.- С.756-760.- Библиогр.:34. http://dx.doi.org/10.3367/UFNr.0109.197304f.0756
- Дубовик В. М., Чешков А. А. Мультипольное разложение в классической и в квантовой теории поля и излучение // Физика элементарных частиц и атомного ядра = Physics of Particles and Nuclei. — 1974. — Т.5, No.3. — с.791- 837. — Библиогр.:36. http://www1.jinr.ru/Archive/Pepan/1974-v5/v-5- /v5p3pdf_obzory/v5p3_06.pdf
- Дубовик В. М., Тосунян Л. А. Тороидные моменты в физике электромагнитных и слабых взаимодействий // Физика элементарных частиц и атомного ядра = Physics of Particles and Nuclei. — 1983. — Т.14, No.5. — с.1193-1284. — Библиогр.:48. http://www1.jinr.ru/Archive/Pepan/1983-v14/v-14-5/pdf_obzory/v14p5_7.pdf
- Дубовик В. М., Тосунян Л. А., Тугушев В. В. Аксиальные тороидные моменты в электродинамике и физике твердого тела // Журнал экспериментальной и теоретической физики . — 1986 . — Т.90, № 2 . — С.590-605.- Библиогр.:30. http://www.jetp.ras.ru/cgi-bin/dn/e_063_02_0344.pdf
- Dubovik V.M., Kuznetsov V.E. The Toroid Moment of Majorana Neutrino // International Journal оf Modern Physics A.- 1998.- Vol.13, № 30.- P.: 5257-5277.- Bibliogr.: 22. http://dx.doi.org/10.1142/S0217751X98002419
- Букина Е. Н., Дубовик В. М. Высшие векторные поляризации и квазистационарные явления в системах объемлющих торов // Измерительная техника −2001. — С.44-50. — Библиогр.: 29. https://doi.org/10.1023/A:1013211806287
- Bukina E.N., Dubovik V.M., Zamiralov V.S. GIM model and radiative decays of strange and charmed baryons // Nuclear Physics B-Proceedings Supplements.- 2001.- Vol.93.- P.34-37. http://dx.doi.org/10.1016/S0920-5632(00)01054-9
- Виницкий С., Дубовик В., Козлов Г. Каналирование, сверхфокусировка протонов, субатомный микроскоп и контролируемые ядерные реакции синтеза (О докладе Ю. Н. Демкова на семинаре «Симметрии и интегрируемые системы», состоявшемся 11 фев. 2005 г. в ЛТФ ОИЯИ и работах по каналированию в Дубне) // Симметрии и интегрируемые системы: Избранные труды семинара (2000—2005) / Общ. ред.: А. Н. Сисакян ; Сост.: Г. А. Козлов, С. М. Елисеев . — Дубна : ОИЯИ, 2006. — Т.1. — с.94-98 .
- Дубовик В. М. Проявления магнитоэлектрического излучения в лабораторных, геофизических и космологических условиях и его квантовая природа / В. М. Дубовик, Е. Н. Дубовик, А. А. Круглов, В. А. Кривицкий // Система «Планета Земля» : 300 лет со дня рождения М. В. Ломоносова, 1711—2011. — M. : URSS, 2010. — с.379-393. — Библиогр.:55.
- Дубовик В. М., Дубовик Е. Н. Интенсивные и экстенсивные поляризации в электроторомагнетизме // Всероссийское совещание по прецизионной физике и фундаментальным физическим константам, Дубна, 5-9 дек. 2011 г.: Тезисы докладов. — Дубна : ОИЯИ, 2011. — с.16. — Библиогр.:3. — (ОИЯИ ; Д18-2011-118).
- Дубовик В. М., Дубовик Е. Н. Кривицкий В. А. Обзор современного состояния экспериментальных исследований странного излучения // Альманах Пространство и Время : научное издание.- 2012 .- Т.1, № 1.- Спец.вып.: Планета Земля. http://www.j-spacetime.com/actual%20content/t1v1/1121.php